# The Legend of Zelda: Phantom Hourglass
Vous lisez un « article de qualité » labellisé en 2019.
The Legend of Zelda: Phantom Hourglass (ou simplement Phantom Hourglass) est un jeu d'action-aventure développé par Nintendo EAD et édité par Nintendo sur Nintendo DS le 23 juin 2007 au Japon, le 1er octobre 2007 en Amérique du Nord et le 19 octobre 2007 en Europe. Il s'agit du quatorzième opus de la franchise The Legend of Zelda et le premier à sortir sur cette console.
Suite directe de The Legend of Zelda: The Wind Waker sorti en 2002 sur GameCube, le jeu met en scène Link, jeune membre de l'équipe des pirates de Tetra, séparé de son équipage après sa rencontre avec un navire fantôme. Accompagné du capitaine Linebeck, il navigue sur les océans de l'univers parallèle au royaume d'Hyrule inondé appelé la Grande Mer, dans le but de retrouver son amie capturée par le vaisseau fantôme.
L'équipe de développement est principalement composée d'une nouvelle génération de développeurs, chapeautée par un nouveau trio Daiki Iwamoto et Hidemaro Fujibayashi à la réalisation, Eiji Aonuma gardant un rôle de producteur. L'accent est mis sur la simplification des contrôles, rendus intégralement tactiles. Le jeu reprend le style graphique en cel-shading instauré par The Wind Waker, ainsi que son gameplay centré sur les voyages en bateau, mais adaptés aux capacités de la console portable Nintendo DS.
Le jeu est très bien accueilli par la presse spécialisée, qui vante notamment les innovations de gameplay apportées par la Nintendo DS et les graphismes hérités de The Wind Waker. Face au succès du jeu, une suite intitulée The Legend of Zelda: Spirit Tracks est alors publiée en 2009. Considéré a posteriori comme l'un des meilleurs jeux du catalogue de la Nintendo DS, Phantom Hourglass est le premier jeu de la série à proposer un mode multijoueur en ligne. Il est réédité sur la console virtuelle de la Wii U le 13 novembre 2015.

## Trame

### Contexte
The Legend of Zelda: Phantom Hourglass est le quatorzième opus de la saga The Legend of Zelda. Le jeu se situe chronologiquement dans la temporalité dans laquelle Link a réussi à vaincre Ganondorf dans l'épisode Ocarina of Time et reste à l'âge adulte.
L'histoire débute immédiatement après les événements survenus dans The Wind Waker, dans lequel Link a vaincu Ganondorf, transformé en pierre et reposant au fond d'un royaume d'Hyrule désormais inondé.

### Univers
L'intrigue de Phantom Hourglass se déroule dans un univers médiéval-fantastique. L'intrigue prend place sur les eaux du Roi des Mers, une dimension parallèle, un univers parallèle au royaume d'Hyrule inondé, appelé la Grande Mer, dans lequel les protagonistes sont envoyés après leur rencontre avec un navire fantôme. Cette dimension parallèle ressemble fortement à la Grande Mer,. Il s'agit d'un vaste océan, parsemé de plusieurs îles de différentes tailles et de différents climats, à l'instar de la Grande Mer, l'étendue d'eau dominant l'univers de The Wind Waker. Cet océan est divisé en quatre zones distinctes dominées par les eaux, dans la mesure où aucune île n'est suffisamment grande pour s'apparenter à un continent. Ces eaux sont sous la responsabilité du Roi des Mers et sont riches en forces vitales. Dans cet univers, le temps s'écoule autrement que le nouveau royaume d'Hyrule, en raison des effets des pouvoirs du Roi des Mers. De plus, contrairement à la Grande Mer, dont les eaux sont éthérées, celles-ci sont remplies de poissons,. Plusieurs tornades parsèment les océans, pouvant soit déplacer les bateaux à travers la carte ou les endommager gravement.
Plusieurs peuples habitent cet univers parallèle. Par exemple, en plus des descendants des Hyliens, deux peuples indigènes appelés Skimos et Migloos habitent l'île du Gel. Malgré une apparence intimidante, ces deux peuples sont isolés et pacifiques,. Des Gorons, un peuple montagnard ressemblant et se nourrissant de pierres, sont également présents dans cette dimension parallèle. Figure également une civilisation disparue, le royaume Kayas, ne laissant désormais que des traces de bâtiments à l'état de ruines.
Sur l'île Melka, l'une des plus grandes îles de ce monde, se trouve le temple du Roi des Mers, divinité protectrice de cet océan. À l'origine érigé à sa gloire, il est contrôlé par Bellum, un spectre maléfique, et défendu par des fantômes en armure invincibles.

### Personnages
| Jeune homme blond avec une tunique verte, portant une épée.               |  | Femme portant une perruque blonde et croisant les bras. |
| Cosplay des deux personnages principaux, Link à gauche et Tetra à droite. |  |                                                         |

Le joueur incarne Link, qui reprend les caractéristiques physiques principales de l'opus précédent, The Wind Waker,,. Grâce à son design proche de celui d'un dessin animé, cette apparence permet de mettre l'accent sur les émotions ressenties par Link,. Il garde néanmoins des caractéristiques communes à ses incarnations précédentes, inspiré d'un elfe et reprenant les traits de Peter Pan, ainsi que la couleur verte de sa tunique,. Dans cet opus, Link est un membre de l'équipage du navire pirate de Tetra, qu'il a rejoint après avoir libéré cette dernière de Ganondorf dans The Wind Waker.
Tetra est la capitaine de l'équipage pirate. Il s'agit en réalité de la princesse Zelda, héritière de l'ancien royaume d'Hyrule. Elle navigue avec son équipage sous ce déguisement dans le but de trouver de nouvelles terres habitables, et de refonder le royaume d'Hyrule. Elle est capturée par Bellum au début du jeu, alors qu'elle souhaite explorer le navire fantôme.
Bellum est l'antagoniste de cette aventure, un démon se nourrissant de la force vitale des humains. Il a pris possession du temple du Roi des Mers, dans lequel il réside. Afin d'absorber le plus de force vitale possible, il crée un vaisseau fantôme, qui rôde sur les mers. Il kidnappe Tetra au début de l'aventure, lançant ainsi Link à sa recherche.
Link est accompagné dans son aventure par Ciela, une fée amnésique qui le trouve inconscient sur la plage de l'île Melka et qui lui dispense des conseils pendant son aventure, et Linebeck, un capitaine lâche à la recherche de trésors qui prête son bateau à Link pour naviguer à travers les étendues d'eau.
Le joueur rencontre plusieurs personnages secondaires comme Siwan, un vieillard qui vit sur l'île Melka avec Ciela, et qui agit en tant que guide pour Link, lors de son aventure. Il s'agit en réalité du Roi des Mers sous un déguisement, en exil à la suite de la montée en puissance de Bellum. Link est également assisté par Astrid, une voyante, et Sazu, un forgeron qui lui permet d'obtenir l'épée spectrale. 
Durant son périple, Link affronte plusieurs monstres plus ou moins forts, ainsi que des boss dans différents temples situés à travers la carte. Comme à l'accoutumée, le joueur affronte plusieurs créatures du bestiaire habituel de la série, comme les moblins ou les octoroks, mais également des monstres inédits, comme des créatures spécialement adaptées aux environnements aquatiques, ou de nouveaux boss, comme Poulpatine, un octorok maître des vents.

### Histoire
Link et l'équipage des pirates de Tetra naviguent sur la Grande Mer et rencontrent un nuage de brouillard, dans lequel se trouve un navire abandonné, soupçonné par le groupe d'être un navire fantôme. Tetra se décide à explorer ce vaisseau, mais est transportée dans une autre dimension peu de temps après avoir abordé le navire. Link tente de la secourir, mais tombe à l'eau et échoue inconscient sur une plage voisine. Riche en forces vitales, cette dimension est victime de raids de la part de Bellum, un spectre maléfique se nourrissant de ces ressources. Celui-ci capture ainsi les esprits tutélaires de la Force et de la Sagesse, et force le Roi des Mers et l'esprit du Courage à fuir en dissimulant leur identité.
Link naufragé, est réveillé par une fée prénommée Ciela, qui lui informe se situer sur l'île Melka. Elle le présente à Siwan, son grand-père, qui lui confie une épée et lui conseille d'aller enquêter sur le navire fantôme pour retrouver son amie. Link se rend ainsi au temple du Roi des Mers, où il rencontre Linebeck, un étrange capitaine qui lui propose une aide logistique, en lui prêtant notamment son bateau, le S.S. Linebeck. Link explore ainsi les îles voisines accompagné de Ciela et de Linebeck. Il libère ainsi les esprits de la Force et de la Sagesse, et trouve le sablier spectral, un outil contrôlant le temps et permettant aux héros d'explorer plus en profondeur le temple du Roi des Mers. 
Link trouve ainsi des informations sur la localisation du vaisseau fantôme, qu'il aborde à l'aide des esprits libérés. Il y trouve Tetra pétrifiée, sa force vitale ayant été aspirée. Siwan apparaît alors et révèle qu'il est le Roi des Mers déguisé en exil, et que Ciela est l'esprit du Courage manquant. Il annonce à Link qu'il doit trouver les trois minerais purs, pour former l'épée spectrale, la seule pouvant vaincre Bellum.

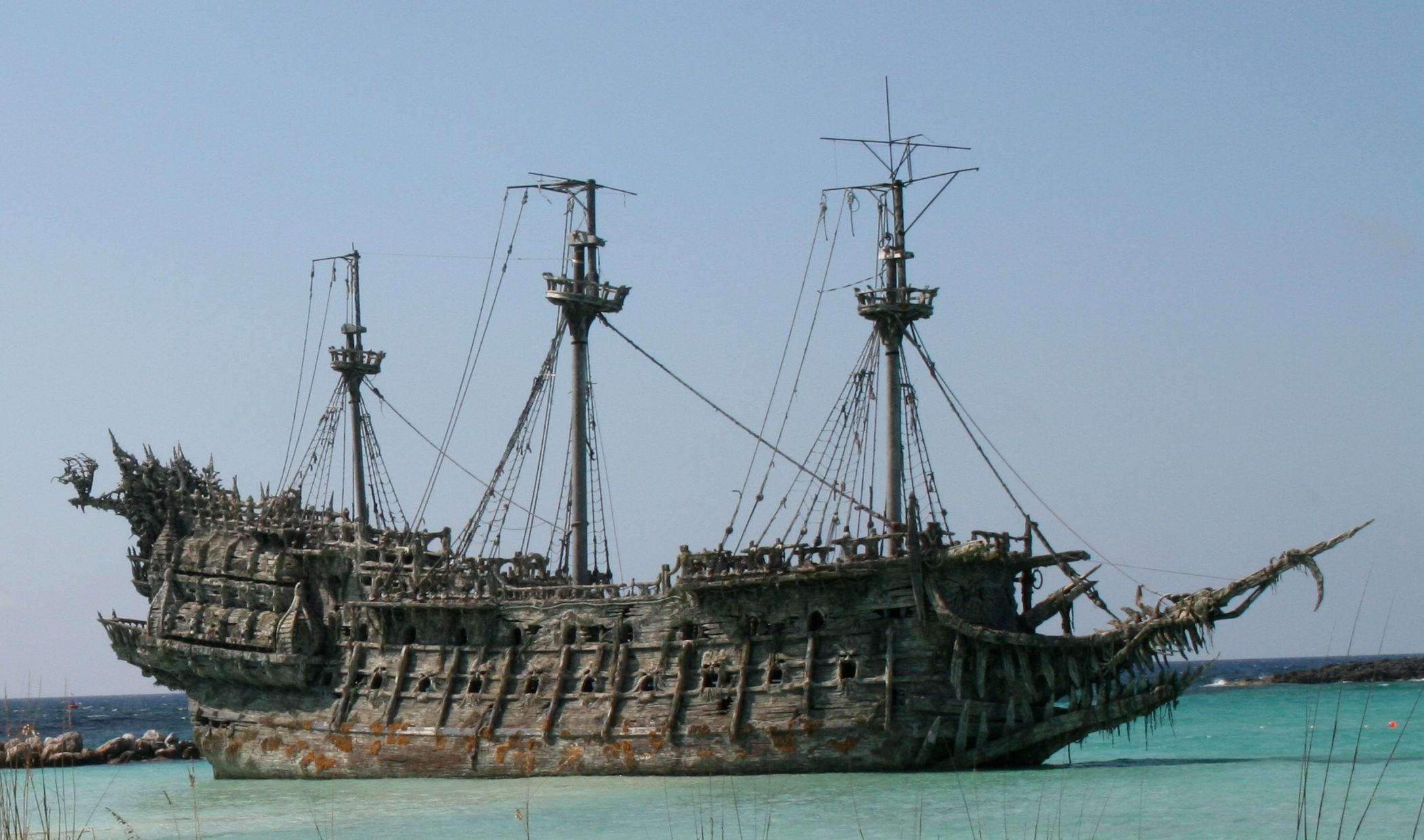
Un navire fantôme, similaire à celui kidnappant Tetra et utilisé par Bellum, l'antagoniste principal de l'histoire (en réalité, le Hollandais volant des films Pirates des Caraïbes).

Abordant à nouveau le navire fantôme, Link, grâce à l'aide de Linebeck, défait Bellum, rendant son apparence originelle à Tetra. La défaite de Bellum rompt la malédiction qui ciblait le Roi des Mers, lui permettant de retrouver son apparence véritable, celle d'une baleine blanche. Tetra et Link font alors leurs adieux aux esprits et au Roi des Mers, retournant dans leur dimension grâce aux pouvoirs de ce dernier. De retour sur leur bateau, l'équipage de Tetra leur apprend que seulement quelques minutes se sont écoulées depuis le début de l'aventure, alors que plusieurs jours sont passés pour Link. L'équipage part ensuite à la recherche de nouvelles terres. Sur le chemin du départ, Link aperçoit au loin le navire de Linebeck.

## Système de jeu

### Généralités
Phantom Hourglass est un jeu d'action-aventure centré sur l'exploration, la résolution d'énigmes et des combats en temps réel, se déroulant dans un univers médiéval-fantastique. Il reprend le style graphique cartoon utilisé dans The Wind Waker. De nombreuses innovations sont néanmoins présentes, procurant ainsi une expérience de jeu inédite.

Des rubis, devise utilisée dans le royaume d'Hyrule.

La plus grande partie de l'action se déroule en vue du dessus, dans les donjons et les villages où le joueur contrôle Link, mais également en vue à la troisième personne, lors des phases de déplacement en bateau. Le jeu alterne ainsi entre phase de déplacement en bateau et phase d'exploration de donjon, entrecoupées de voyage en mer. Les ennemis, une fois vaincus, laissent derrière eux des potions de soin, ou des rubis, qui permettent au joueur d'acheter des armes ou des objets dans les différents magasins. Le joueur peut augmenter sa santé maximale en récupérant des réceptacles de cœur, qui peuvent être obtenus dans des coffres ou après avoir vaincu des boss.
Le joueur possède un vaste arsenal qui lui permet de résoudre les énigmes des donjons et vaincre les boss. Si la plupart, comme l'épée de légende, le bouclier, le boomerang, la pelle, l'arc ou les bombes,, sont communs à plusieurs opus de la saga, certains objets en possession de Link sont inédits dans la série, comme le sablier fantôme, qui permet au joueur d'explorer le temple du Roi des Mers sans perdre de vie, durant le temps déterminé par le sablier. Dans un donjon, le joueur contrôle également un jeune Goron, qui aide Link à résoudre des énigmes.

### Adaptation du concept deThe Wind Wakerà la console
Phantom Hourglass reprend trait pour trait le gameplay de The Wind Waker, dont il est la suite directe. Le jeu intègre également certains de ses personnages, notamment Tetra, ou Terry, le marchand ambulant, qui permet à Link d'acheter des objets. Le système de jeu profite cependant d'une adaptation complète aux capacités de la console.
L'écran tactile de la Nintendo DS est utilisé comme interface principale. Le joueur déplace Link avec le stylet exclusivement sur écran tactile et se sert des fonctions tactiles pour contrôler les attaques de ce dernier. Par exemple, un trait rapide permet un coup d'épée, un cercle permet d'effectuer une attaque tournoyante, tandis que tapoter permet de faire une roulade. Les boutons de la console servent néanmoins à interagir avec l'interface, et des raccourcis peuvent être associés à chaque direction de la croix directionnelle permettant d'accéder aux objets, ou à la carte, bien que le jeu reste jouable uniquement au stylet. L'utilisation des équipements de Link est également modifiée pour une utilisation tactile. Le boomerang et les missiles suivent ainsi précisément le trajet indiqué par le joueur sur l'écran tactile, et l'arc utilise lui aussi l'écran tactile.
Les capacités de la Nintendo DS sont également utilisées pour la résolution de certaines énigmes. Par exemple, souffler dans le microphone permet de déclencher une bourrasque ou d'éteindre une bougie, parler fort permet d'attirer l'attention d'un personnage non-joueur, tandis que refermer la console permet de recopier le contenu de l'écran supérieur sur la carte à la manière d'un tampon. Le joueur dispose également de la capacité d'annoter la carte présente sur l'écran, ou peut dessiner des symboles sur une porte afin de la déverrouiller. Les fonctionnalités tactiles sont également exploitées pour plusieurs mini-jeux et activités nautiques, comme la pêche ou la récupération de trésors sous-marins engloutis. Les combats contre les boss se déroulent sur les deux écrans de la Nintendo DS, introduisant ainsi un gameplay et des confrontations inédits. Dans les donjons, la boussole disparaît, les coffres étant indiqués sur la carte située sur l'écran supérieur.
Les voyages en bateau sont libérés des contraintes imposées par le précédent épisode, The Wind Waker. En effet, le bateau à voiles est remplacé par un bateau à vapeur, ce qui permet de s'affranchir du contrôle des vents, qui rendait l'exploration auparavant fastidieuse. Le chemin est désormais tracé sur l'écran tactile à l'aide du stylet, et le joueur peut stopper le navire à tout moment pour gérer une situation difficile. Pour faciliter ces phases de déplacements maritimes, des points de téléportation sont également disponibles, à l'aide de tornades. Certains ennemis attaquent le joueur durant les phases de navigation, contre lesquels il peut répliquer en utilisant le canon du bateau.

### Nouveautés apportées augameplay

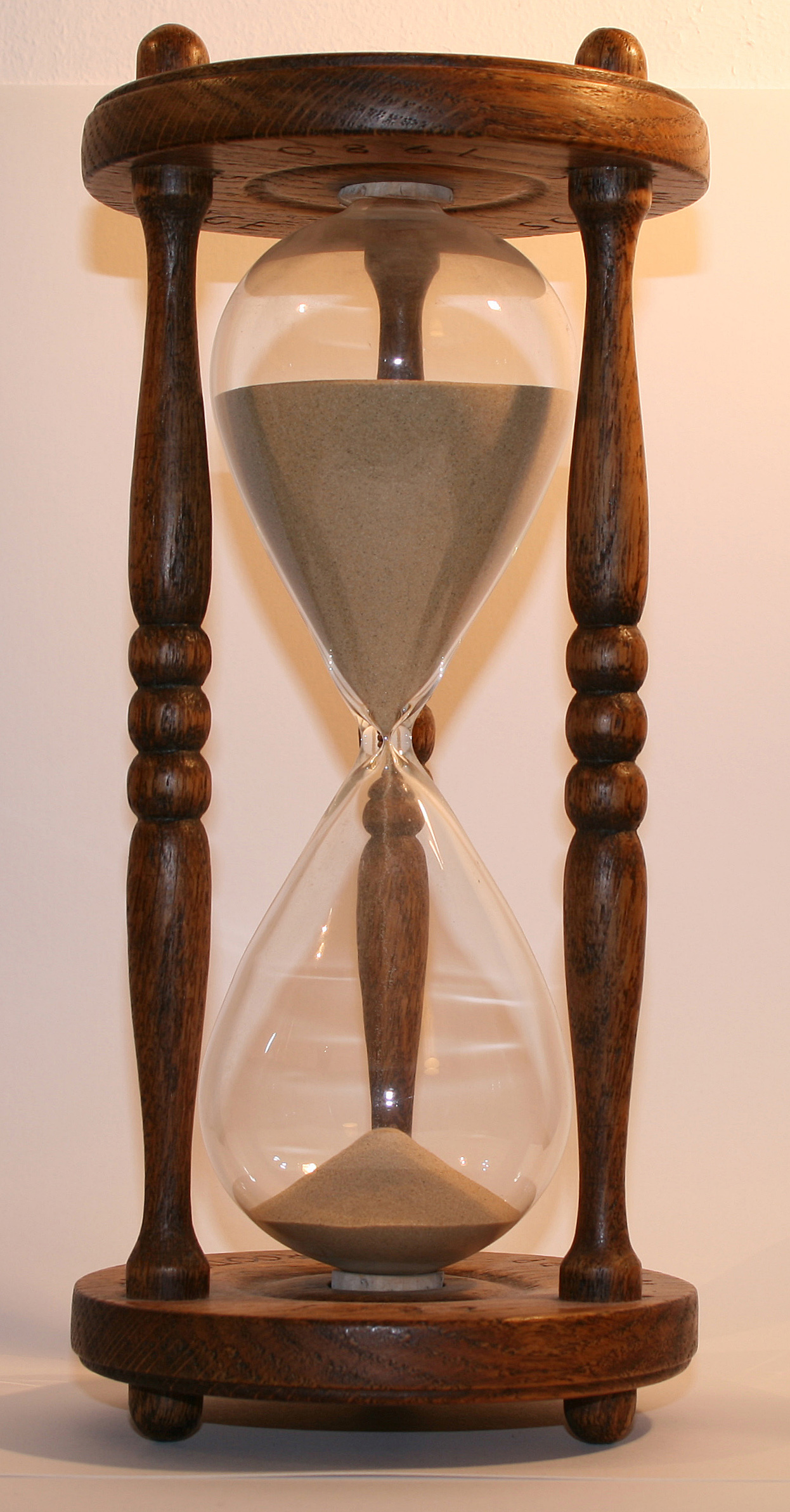
Un sablier marin en bois, similaire au sablier fantôme qu'utilise Link pour explorer le temple du Roi des Mers.

L'une des nouveautés proposées par le jeu est le temple du Roi des Mers, un donjon central dans lequel le joueur revient plusieurs fois au cours de l'aventure. Ce temple draine la barre de vie du joueur, à moins de disposer de la protection du sablier fantôme. Chaque étage du temple comporte une énigme, et son exploration peut poursuivre au fur et à mesure que le joueur débloque des objets dans les autres donjons. Ces niveaux sont gardés par des spectres invulnérables, des armures maléfiques contrôlées par Bellum ; le joueur doit ainsi progresser de manière discrète, durant des phases s'apparentant à du jeu d'infiltration à l'instar de Metal Gear Solid, et dans le temps imparti par le sablier. Celui-ci agit à la manière d'un chronomètre, Link étant en sécurité tant qu'il reste du sable dedans. Chaque boss laisse derrière lui, une fois vaincu, du sable du temps qui augmente la capacité du sablier et permet au joueur de s'aventurer plus profondément dans le temple du Roi des Mers. 
Le jeu propose plusieurs quêtes annexes, comme la recherche de cartes aux trésors, la collecte de lettres, la pêche ou plusieurs mini-jeux, qui permettent l'acquisition de gemmes d'esprit, améliorant les pouvoirs accordés par les esprits, ou des pièces pour personnaliser le bateau de Linebeck, lui donnant ainsi une apparence différente. Plusieurs composantes des anciens jeux, comme l'amélioration du porte-monnaie du joueur, l'utilisation d’instruments de musique ou l'utilisation de bouteilles, sont ici absentes,. Pour la première fois dans un jeu Zelda, la gestion de l'inventaire se fait en temps réel, forçant le joueur à jongler entre le jeu en cours et les menus avec rapidité.

### Mode multijoueur
À l'instar de The Legend of Zelda: Four Swords Adventures, le jeu propose un mode multijoueur, bien que moins développé. C'est néanmoins la première fois dans l'histoire de la saga qu'un mode de jeu multijoueur est disponible en ligne, grâce à la connexion Wi-Fi Nintendo. 
Ce mode peut se jouer en mode local également, et ce même si un seul joueur possède la cartouche, grâce au mode téléchargement de la Nintendo DS. Un joueur cherche à collecter le plus de gemmes de forces possible, tout en évitant les spectres contrôlés par le second joueur. Les cartes utilisées ressemblent au temple du Roi des Mers, et reprennent les mécaniques utilisées dans ce donjon.

## Développement

### Genèse du projet, équipe et concept

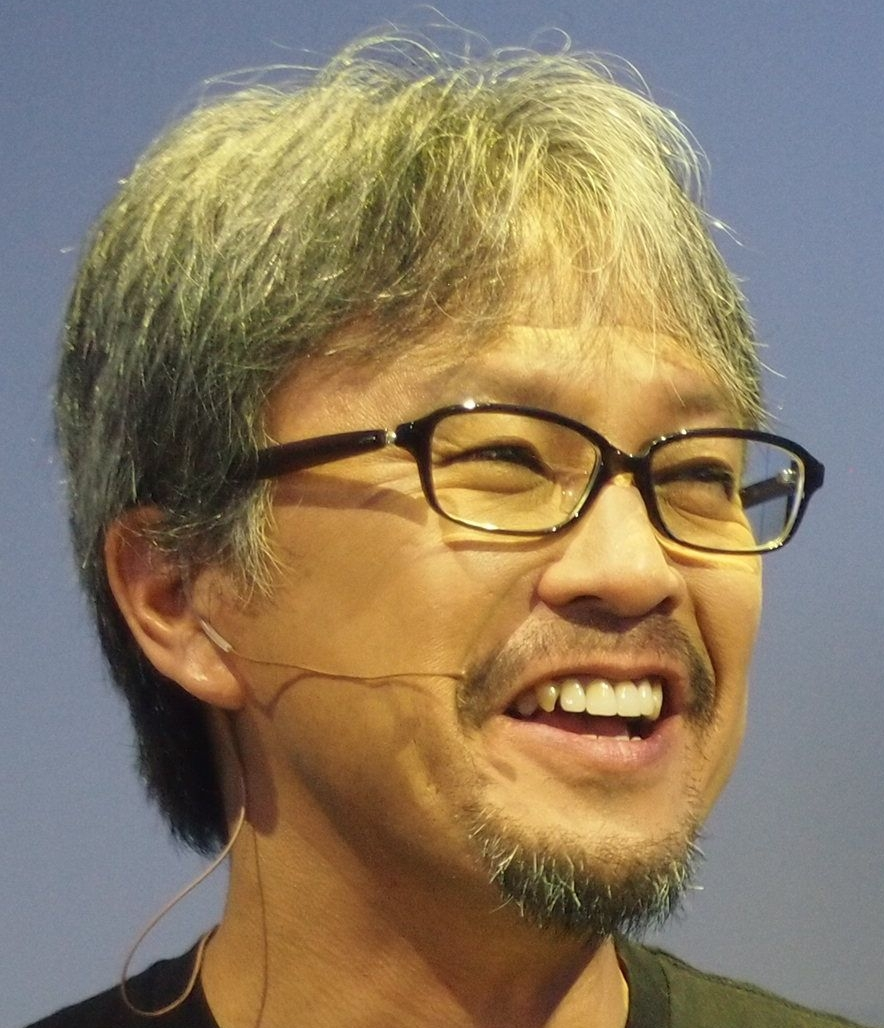
Eiji Aonuma, producteur du jeu The Legend of Zelda: Phantom Hourglass, en 2013.

Le développement du jeu débute en mai 2004, après la clôture du projet The Legend of Zelda: Four Swords Adventures, parallèlement au développement de Twilight Princess. L'idée d'origine est de transporter sur la DS l'expérience de jeu multijoueur des opus Four Swords Adventures et Four Swords, mais n'est finalement pas retenue. L'équipe de développement est composée principalement de membres de l'équipe ayant déjà travaillé sur Four Swords Adventures, comme Daiki Iwamoto, qui a auparavant participé à la conception d'Ocarina of Time, et qui est promu pour la première fois réalisateur d'un jeu, ou Eiji Aonuma, qui garde son rôle de producteur. Hidemaro Fujibayashi, responsable des collaborations entre Nintendo et Capcom, qui a notamment réalisé Oracle of Seasons et Oracle of Ages et The Minish Cap, quitte Capcom et rejoint officiellement Nintendo pour devenir assistant-réalisateur de Phantom Hourglass. 
Lors de la première année de développement, l'équipe est alors constituée de cinq membres. Les premiers prototypes de jeu testent l'utilisation des deux écrans de la console avec le gameplay de Four Swords Adventures, une suite directe étant envisagée. Jugés non concluants par Aonuma, ils sont annulés, et l'équipe part alors dans une autre direction, celle d'imposer une nouvelle norme pour les jeux Zelda sur DS. Après avoir décidé de conserver le style graphique installé par The Wind Waker, l'équipe travaille sur un prototype dans lequel l'action se déroule sur l'écran supérieur, tandis que l'écran tactile présente une carte permettant de déplacer Link, de manière similaire au jeu Hotel Dusk: Room 215. Néanmoins, l'équipe de développement estime que cette interface déconnecte trop le joueur de l'action, et décide de placer le cœur de l'action sur l'écran tactile. De plus, le fait que les joueurs japonais préfèrent les interfaces simples conforte les développeurs dans cette décision.

### Changements apportés au système de jeu

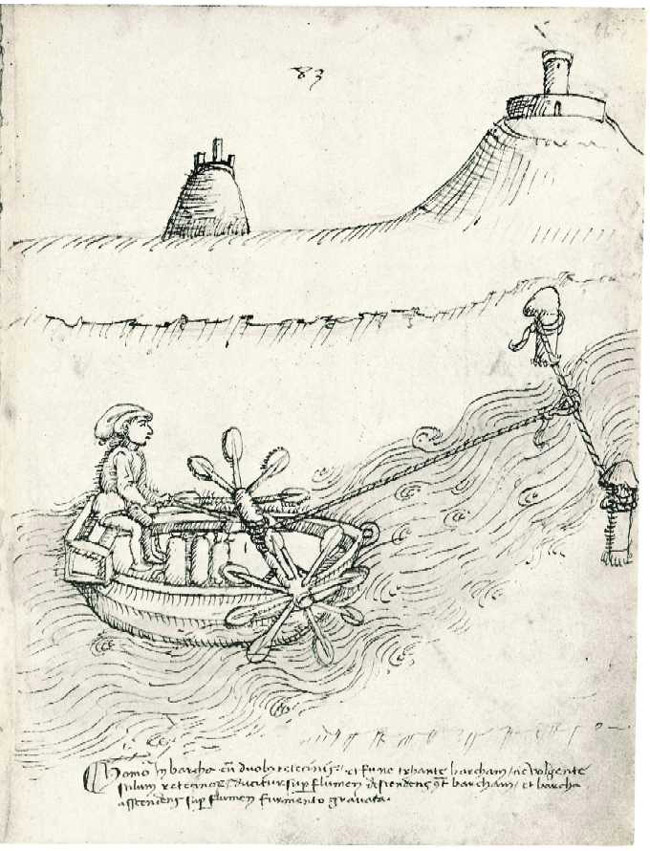
Link se déplace à bord d'un bateau à roues à aubes. Ici, un dessin intitulé De Machinis par Taccola.

La direction désire que ce nouveau projet s'inspire de la simplicité du jeu Programme d'entraînement cérébral du Dr Kawashima : Quel âge a votre cerveau ? Celui-ci est le résultat du constat de la part de Nintendo que les contrôles sont l'obstacle majeur entre le jeu et le joueur débutant. Ainsi, la firme nipponne invente de nouvelles façons de jouer, et naissent la console Wii et sa télécommande, ainsi que la Nintendo DS et son écran tactile et leurs ludothèques adaptées. Mais l'équipe est gênée de s'obliger à tant de simplicité pour une franchise d'un tel calibre. L'objectif est donc de garder l'essence de la série tout en consolidant celle de la console. Le choix de diriger Link entièrement au stylet découle de ce constat et divise aux premiers abords l'équipe de développement, qui hésite à abandonner la croix directionnelle, ayant fait ses preuves dans les précédents jeux Zelda. Après plusieurs tests et examens des contrôles, la décision d'utiliser uniquement des capacités tactiles est prise, une fois l'équipe de développement assurée que cela ne poserait aucun problème de gameplay. Pour Aonuma, l'utilisation du stylet offre plus de possibilités que l'utilisation de la croix directionnelle, et donne ainsi naissance à plusieurs idées de gameplay innovants et de nouvelles énigmes, adaptées à la technologie. L'écran tactile peut également servir à interagir avec les habitants des différentes îles ou des panneaux indicatifs. Au fur et à mesure du développement, des nouvelles idées germent au sein des développeurs, afin de réinventer l'utilisation d'objets emblématiques, comme le boomerang, dont la direction est déterminée par le tracé effectué par le joueur sur l'écran. Pour Aonuma, ces contrôles simplifiés sont plus adaptés pour les femmes et les enfants, jugés « plus intuitifs ». Les contrôles du jeu sont simplifiés, afin de ne pas rebuter de potentiels nouveaux joueurs, qui n'ont jamais joué à la franchise Zelda ou qui sont rebutés par des jeux comme Majora's Mask, aux contrôles estimés complexes par Aonuma lui-même. Par ces choix, Aonuma estime effectuer un retour en arrière, pour partir dans une nouvelle direction, en éliminant le superflu tout en conservant des marqueurs récurrents, afin de permettre aux joueurs de tous niveaux, de ressentir « le véritable plaisir de jouer à un jeu Zelda ».
L'une des autres nouveautés principales du jeu est la conception du temple du Roi des Mers. Afin d'augmenter la difficulté du jeu, l'équipe de développement désire créer un donjon dans lequel le temps serait limité, forçant le joueur à jouer contre-la-montre. L'équipe de développement se penche sur le traitement du temps dans Majora's Mask, puis l'adapte à ce donjon, et ne trouve que tardivement l'idée d'un sablier, qui donne son nom au jeu. Des ennemis invincibles sont également rajoutés, pour forcer le joueur à fuir dans un temps limité. La prise de notes est également ajoutée à cet opus pour rendre les énigmes plus complexe, et ainsi permettre aux indices de ne pas se situer au même endroit que l'énigme en question. Dans le cas du temple du Roi des Mers, cette prise de note permet notamment de gagner du temps lors de l'infiltration, le joueur devant y retourner plusieurs fois.
Afin de conserver l'aspect multijoueur à l'origine du projet, et d'attirer les joueurs occidentaux, un mode de jeu en ligne est rajouté. Bien que les règles établies par Aonuma soient relativement simples, ce dernier compte sur les joueurs pour adapter leur tactique à leurs adversaires, donnant ainsi de la profondeur au gameplay. Pour le producteur, le fait que le joueur affronte les gardiens dans le mode aventure lui permet d'appréhender avec plus de facilité ce gameplay, qui allie coopération et confrontation.

### Graphismes, conception des lieux et des personnages
Le choix de reprendre le style graphique en cel-shading de The Wind Waker est l'une des premières décisions prises par l'équipe de développement. Link conserve ainsi son design proche de celui d'un dessin animé, dans lequel il possède notamment de grands yeux, dits « de chat », et son visage particulièrement expressif,,. Ce style fonctionnant bien pour de tels épisodes, Nintendo décide de le conserver pour les opus portables, et de garder des visuels plus réalistes pour les jeux sur console de salon. Bellum, principal antagoniste de l'histoire, est dessiné à partir d'une pieuvre géante. La plupart des ennemis rencontrés en mer, comme les hippomines, évoquent des pieuvres, ceux-ci étant des dérivés génétiques de Bellum. La fée Ciela tire son inspiration de Navi, la fée accompagnant Link dans Ocarina of Time.
Les premières esquisses du bateau dans lequel se déplace Link montrent une petite barque, utilisant la force motrice de Tingle, pédalant à l'arrière du bateau. Link y est déjà accompagné d'un capitaine, bien qu'il ne ressemble pas à Linebeck. Iwamoto se concentre d'ailleurs sur la conception de ce personnage et de ses dialogues, à un point où Eiji Aonuma ira jusqu'à dire en plaisantant que, pour Iwamoto, Linebeck « était comme son fils ». Fujibayashi se concentre lui sur le lien entre les différents éléments, afin de donner une aventure à grande échelle.
Les océans reçoivent également une attention toute particulière de la part des développeurs ; ceux-ci veulent éviter que le joueur traverse de vastes zones où rien ne se passe. Aonuma et Fujibayashi souhaitent qu'elles soient remplies d'éléments permettant de varier les trajets, comme la vitesse du bateau, la météo, la présence d'ennemis ou la taille des îles. Les îles présentes dans le jeu, comme l'île Melka ou l'île Molida, tirent leur nom de la projection de Mercator et de la projection de Mollweide, deux techniques utilisées pour représenter des cartes dans le monde réel. Quatre membres de l'équipe sont chargés de la création des différentes îles, chaque membre étant responsable de plusieurs d'entre elles.

### Fin de processus et présentation
Aonuma est à la fois impliqué dans le développement du jeu et celui de Twilight Princess. Malgré l'avancée effectuée après la sortie de ce dernier, cette charge de travail lui impose de demander un délai supplémentaire, afin d'être complètement impliqué dans le développement de Phantom Hourglass, sur lequel il a passé moins de temps.
Dès l'E3 2005, Eiji Aonuma confirme qu'un nouveau jeu Zelda est en développement pour la Nintendo DS, et qu'il ne s'agit pas d'un projet similaire à Four Swords, comme l'avait auparavant annoncé Shigeru Miyamoto. Phantom Hourglass est révélé pour la première fois au public lors de la Game Developers Conference de 2006. Une version de démonstration est également présentée, et une date de sortie est avancée par Nintendo, prévoyant une commercialisation en fin d'année 2006.

## Bande-son
La bande-son de The Legend of Zelda: Phantom Hourglass est composée par Toru Minegishi et Kenta Nagata, qui ont en l'occurrence déjà travaillé sur la bande-son de The Wind Waker. Elle est principalement composée de pistes remixées reprises ce jeu, afin de rester dans l'ambiance maritime instaurée dans celui-ci,,,,. Les musiques aux rythmes latins composés par Minegishi sont ainsi réutilisées. Le thème des fées, à la mélodie cristalline jouée à la harpe, est également retravaillé, afin de servir dans l'écran de sélection de la partie. La première proposition du thème composé pour Linebeck par Minegishi est refusée par Aonuma, qui estime trop ressentir « la tristesse et le chagrin d'un homme entre deux âges » à l'écoute. Aonuma lui demande alors de s'inspirer des rōkyokus, des chants narratifs traditionnels japonais régulièrement accompagnés de shamisen.

## Analyse

### Parallèle avecLink's Awakeninget thématique du rêve

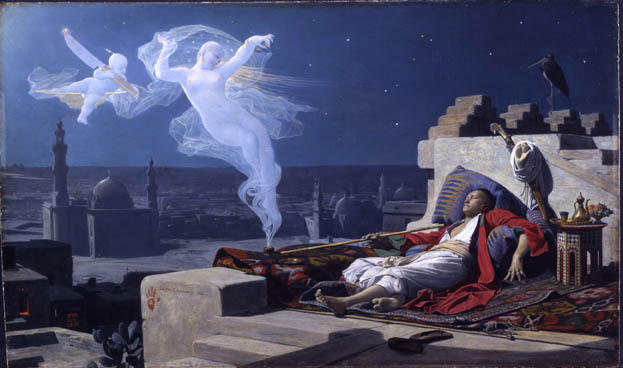
Tout comme dans The Legend of Zelda: Link's Awakening, la thématique du rêve est abordée dans Phantom Hourglass, le joueur ne sachant pas si l'aventure a vraiment eu lieu (Le rêve de l'eunuque, par Jean-Jules-Antoine Lecomte du Nouÿ).

Un parallèle peut être effectué entre Phantom Hourglass et le premier opus de la saga sur console portable : The Legend of Zelda: Link's Awakening. L'histoire de ce dernier est fortement marquée par la thématique du rêve. En effet, Link s'échoue sur l'île Cocolint, où il doit trouver le Poisson-rêve, le seul être qui puisse l'aider à partir de cette île. Il s'avère que l'île et ses habitants ne sont qu'une illusion produite par le Poisson-rêve, endormi et enfermé dans un œuf géant posé sur la plus haute montagne de l'île. Link doit le réveiller pour mettre fin à ses cauchemars. La dimension onirique de cette aventure est accentuée par la fin du jeu, dans laquelle Link se retrouve sur les restes de son bateau flottant sur l'eau, tandis que le Poisson Rêve est aperçu dans le ciel, ce qui pousse le joueur à se demander si c'est bien la tempête qui a détruit son bateau, si l'aventure a vraiment eu lieu et si l'île était bien un rêve.
Plusieurs similarités existent entre les scénarios des deux jeux. En effet, dans chacun d'entre eux, Link doit délivrer des représentants de la sagesse prenant la forme d'une baleine blanche, le Roi des Mers ou le Poisson Rêve. Ces esprits sont prisonniers d'une entité parasite, Bellum ou Maléficio, qui se nourrissent de l'énergie vitale de leurs hôtes. Pour guider Link dans sa quête, le Roi des Mers et le Poisson Rêve se déguisent en vieil homme et en hibou respectivement, lui prodiguant alors des conseils. Les deux jeux possèdent également un contexte similaire : à la suite d'une aventure passée (The Wind Waker ou A Link to the Past), Link prend la mer, mais après une péripétie, tombe à l'eau et se réveille dans une dimension parallèle, échoué sur une île. Si la notion de rêve est moins développée dans Phantom Hourglass que dans The Legend of Zelda: Link's Awakening, le doute final subsiste, Link et Tetra n'ayant, selon leur équipage, disparu que quelques minutes. Néanmoins, à l'instar du Poisson Rêve, qui rappelle à Link que son aventure n'était peut-être pas que le fruit de son imagination, le bateau de Linebeck est repéré par les héros alors qu'il n'est pas censé exister dans cette réalité.

### Traitement du temps et passage à l'âge adulte
La notion de temps, concept récurrent de la franchise, est également introduit dans le gameplay sous forme de période de temps limité. Le donjon central, le temple du Roi des Mers, est une représentation du temps qui passe, au détriment de la santé de Link, si ce dernier manque de sable dans son sablier, le manque de temps blessant ainsi littéralement Link. Plus il possède de sable, plus il peut explorer le donjon, tout en retraversant des épreuves déjà affrontées. Pour les journalistes d'IG Magazine, ceci représente une célébration de la potentialité de la jeunesse. De plus, le joueur incarne le même personnage que dans The Wind Waker, dans lequel Link a effectué une cérémonie de passage à l'âge adulte.

### Adaptation du voyage du héros

Une représentation schématique des principales étapes du voyage du héros.

Comme beaucoup d’œuvres de fiction, à l'instar de Star Wars, le voyage de Link dans Phantom Hourglass suit le concept du monomythe, ou du voyage du héros, tel que décrit par Joseph Campbell dans son livre Le Héros aux mille et un visages. Inspiré par les travaux de Carl Gustav Jung et décrit dans les années 1940, il présente un modèle de récit récurrent répété dans tous les mythes existants, une structure universelle du récit héroïque utilisé dans la grande majorité des mythes à travers l'histoire et le monde. Ce voyage du héros est divisé en plusieurs actes.
Le premier de ces actes est le départ du monde ordinaire. La première étape est le départ à l'aventure, ici représenté par le réveil de Link sur l'île Melka et sa rencontre avec Ciela. La rencontre avec un mentor, symbolisé ici par la rencontre avec Siwan, ouvre Link au monde extérieur, qui conduit ensuite au passage du seuil, vers un monde inconnu, représenté par la découverte du temple du Roi des Mers et la rencontre avec Linebeck.
Le second acte débute alors, avec l'entrée de Link dans ce monde inconnu pour lui, dans lequel il ne peut plus faire demi-tour. Lors de différentes épreuves, il rencontre alors des alliés et des ennemis dans ce nouveau monde qu'il découvre au fur et à mesure, le monde du Roi des Mers, sur son bateau. Il affronte la mort à plusieurs reprises contre les différents boss du jeu, avant d'obtenir l'objet de sa quête, l'épée spectrale, qui lui permet ainsi de vaincre Bellum. Il retourne alors dans son monde, utilisant l'objet de sa quête pour l'améliorer, donnant ainsi un sens à l'aventure, ici le sauvetage de Tetra et la paix ramenée dans les différents royaumes.
Ce modèle d'aventure, tel que décrit par Joseph Campbell, se retrouve dans tous les jeux de la franchise Zelda. Il contribue grandement à l'identification entre le joueur et son avatar dans le jeu. Le monde ordinaire, que le joueur hésite à quitter, permet d'accentuer ce transfert du joueur sur Link, le héros. Grâce à cette projection, l'expérience vécue par le héros est également vécue par le joueur. Link, comme son nom l'indique, fait ainsi le lien entre le joueur et l'aventure.
Eiji Aonuma confirme que chaque jeu Zelda est un voyage initiatique, qui permet à Link et au joueur d'apprendre et de grandir à mesure qu'il approche de la fin du jeu.

## Commercialisation
The Legend of Zelda: Phantom Hourglass sort au Japon le 23 juin 2007, tandis qu'en Amérique du Nord, le jeu est publié le 1er octobre 2007. Le 11 octobre 2007, Phantom Hourglass sort en Australie et une semaine plus tard, le 19 octobre 2007, où la sortie du jeu en magasin s'effectue en Europe. La sortie coréenne du jeu est plus tardive, ce dernier étant rendu disponible le 3 avril 2008. Afin de promouvoir le jeu, une publicité mettant en scène l'actrice américaine Liv Tyler est diffusée sur les écrans à travers le monde.

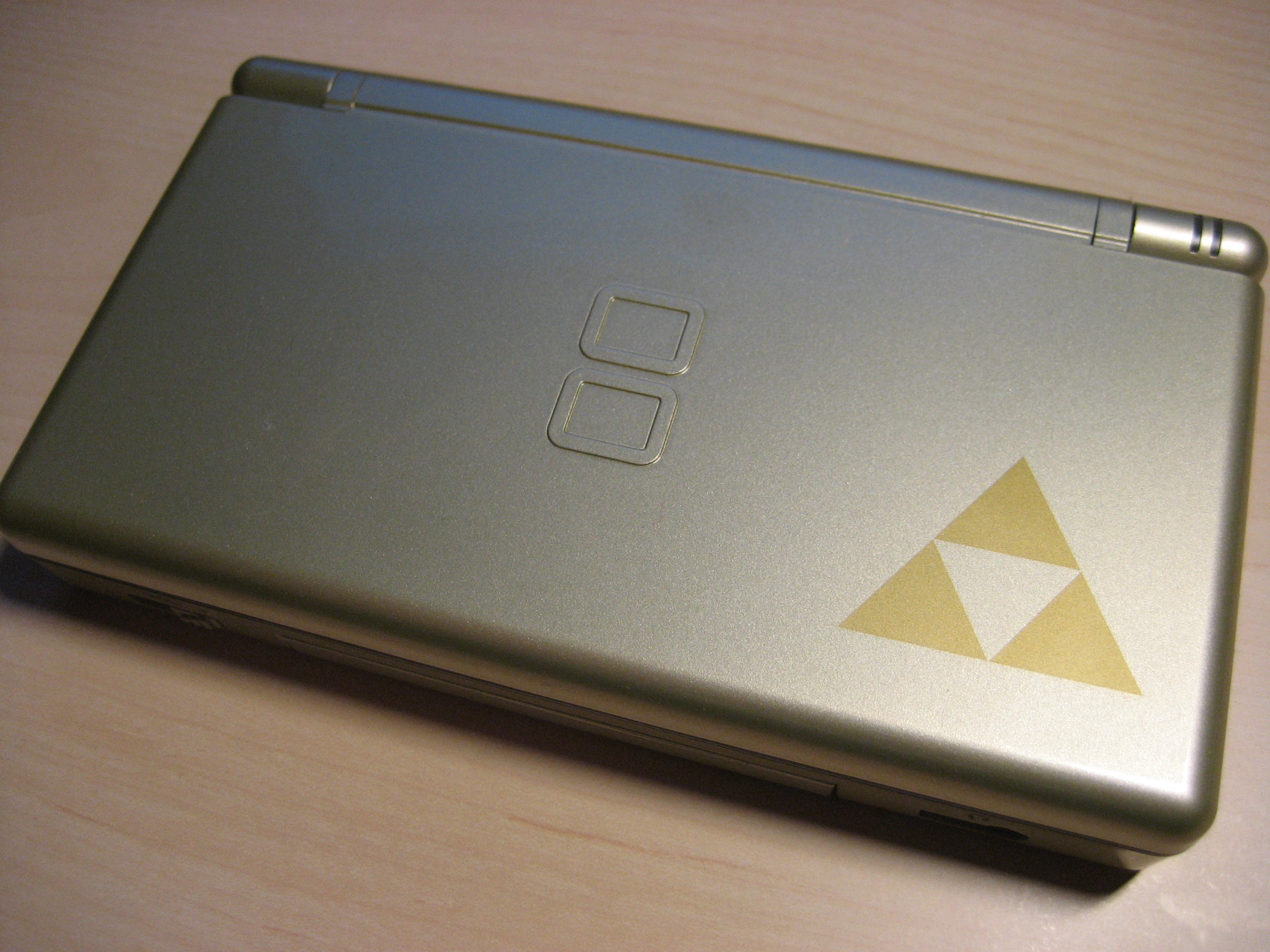
Une Nintendo DS édition limitée de couleur dorée, avec le logo de la Triforce.

Pour la saison des fêtes 2007, une édition limitée d'une Nintendo DS est commercialisée avec Phantom Hourglass. Cette console arbore une finition dorée et possède un imprimé représentant la Triforce,.
Phantom Hourglass est réédité sur la console virtuelle de la Wii U le 13 novembre 2015 en Europe,,, puis aux États-Unis le 12 mai 2016, et le 3 août 2016 au Japon.

## Accueil

### Critiques de la version originale
Phantom Hourglass est très bien accueilli lors de sa sortie par la presse spécialisée, qui émet des critiques positives sur sa jouabilité, les nouveautés ajoutées au gameplay ainsi que l'ajout du mode multijoueur, tout en soulignant quelques bémols, comme la durée de vie, jugée majoritairement trop courte, et une difficulté peu élevée. En avril 2019, le jeu obtient une moyenne de notes de 88,91 % sur GameRankings sur la base de 75 critiques et de 90 % sur Metacritic sur la base de 57 critiques,.
La journaliste de Jeuxvideo.com estime que le gameplay « fourmille d'idées ingénieuses et mises en place de façon très pertinente ». De plus, elle qualifie les contrôles au stylet de « modèle d'ergonomie ». Le site français Gamekult vante quant à lui des passages en bateau « beaucoup moins laborieux que son aîné », et l'intégration du donjon central, qualifié de « renouveau ». GameSpot loue également les batailles contre les boss, et estime que les contrôles tactiles fonctionnent « à merveille ». Game Informer félicite l'utilisation des deux écrans de la console dans les combats opposant le joueur aux différents boss du jeu. Pour Game Revolution, les énigmes et les contrôles 100 % tactiles sont parmi les plus grandes réussites du jeu. IGN félicite également l'innovation dont fait preuve Phantom Hourglass. Pour Damien McFerran, du site Nintendo Life, les capacités de la Nintendo DS sont parfaitement exploitées, rendant l'expérience de jeu selon ce dernier « légendaire ». JeuxActu vante une « maniabilité au poil ». Pour Gus Mastrapa, du site The A.V. Club, les contrôles tactiles du jeu sont imaginatifs et exploités à leur plein potentiel, rendant l'expérience de jeu « réellement amusante ».
Pour le site spécialisé Jeuxvideo.com, l'héritage graphique de The Wind Waker est « parfaitement maîtrisé ». La musique est également vantée, « combinant le caractère héroïque de l'aventure avec l'insouciance des scènes les plus cocasses ». GameSpot juge les graphismes « somptueux ». Pour Game Informer, la musique fait appel à la nostalgie du joueur. GamePro vante également les graphismes et la musique du jeu, estimés « magnifiques ». Pour IGN, le style visuel et la musique sont « sans rivaux sur la Nintendo DS ». Le site spécialisé GameSpy note quant à lui une très bonne utilisation de la 3D pour la Nintendo DS. Eurogamer félicite le style visuel hérité de The Wind Waker, qui apporte « plus d'humour et de charme que n'importe quel autre opus de la saga ». Similairement, Gameblog flatte la direction artistique, « à l'ambiance très légère, très colorée et parfaitement adaptée ». Les personnages sont jugés « très expressifs et très mignons ».
L'ajout d'un mode multijoueur est loué par Gamekult. Tom Parker, journaliste chez Game Revolution, loue lui aussi ce mode multijoueur, qu'il estime « très amusant », tout comme GameSpy. Le journaliste d'Eurogamer est également enthousiaste de la présence de ce mode de jeu, qu'il estime « surprenant mais prenant ».
Jeuxvideo.com regrette néanmoins un scénario peu étoffé, et une durée de vie trop faible, à l'instar de Gamekult et de GameSpot, qui déplorent respectivement une « difficulté nivelée par le bas, qui rend l'aventure un peu courte et les donjons vraiment trop faciles » et « un manque de difficulté pour les joueurs les plus expérimentés »,. Andrew Reiner, journaliste chez Game Informer, regrette une rejouabilité assez basse. Pour Game Revolution, le jeu est également un peu trop répétitif. Parmi les autres critiques, Patrick Joynt, journaliste chez GameSpy, déplore l'impossibilité de choisir un autre mode de contrôle du personnage. JeuxActu regrette également cette décision. The New York Times critique de son côté la présence du temple du Roi des Mers, son exploration étant selon leur journaliste rendue laborieuse par la contrainte du temps limité et la nécessité de recommencer cette exploration à plusieurs reprises.

### Ventes
Lors du mois de sa sortie au Japon, The Legend of Zelda: Phantom Hourglass est en tête du classement des ventes, avec 302 887 copies trouvant prenneur. Aux États-Unis, il se place en cinquième position du tableau des ventes, avec 262 800 unités écoulées lors du premier mois de commercialisation. Lors de l'édition 2008 de la Game Developers Conference, Nintendo annonce que le jeu s'est écoulé 1 100 000 exemplaires aux États-Unis.
En mars 2008, soit six mois après sa mise en circulation, 4 130 000 copies du jeu sont vendues à travers le monde, avec spécifiquement 910 000 cartouches écoulées au Japon. Cela en fait ainsi le seizième jeu le plus vendu de la Nintendo DS. En fin de commercialisation, plus de cinq millions d'exemplaires ont été vendus à travers le monde. Il s'agit du premier jeu de la franchise à dépasser le million d'exemplaires vendus au Japon.

### Critiques de la réédition
The Legend of Zelda: Phantom Hourglass est réédité sur la console virtuelle de la Wii U en 2015 en Europe, et utilise notamment les propriétés tactiles du GamePad de la console pour retranscrire l'expérience tactile des deux écrans de la Nintendo DS. Néanmoins, ces propriétés tactiles sont mal optimisées, selon Ryan Craddock du site Nintendo Life. Il regrette également l'absence du mode multijoueur dans ce portage. Malgré ces complaintes, Craddock estime que le jeu n'a pas vieilli, et qu'il est toujours aussi appréciable qu'à sa sortie.

### Récompenses
| Année | Récompense                     | Catégorie                         | Statut  |
| ----- | ------------------------------ | --------------------------------- | ------- |
| 2006  | Game Critics Awards            | Meilleur jeu sur console portable | Lauréat |
| 2007  | Game Developers Choice Awards  | Meilleur jeu sur console portable | Lauréat |
| 2007  | Spike Video Game Awards        | Meilleur jeu sur console portable | Lauréat |
| 2008  | Golden Joystick Awards         | Meilleur jeu sur console portable | Lauréat |
| 2008  | Interactive Achievement Awards | Meilleur jeu sur console portable | Lauréat |

À l'issue de l'E3 2006, Phantom Hourglass obtient un Game Critics Award du « Meilleur jeu Nintendo DS ». Il gagne également le prix de « Meilleur jeu sur console portable » décerné par plusieurs organisations comme les Game Developers Choice Awards, les Spike Video Game Awards, les Golden Joystick Awards ou les Interactive Achievement Awards,,,. 
Phantom Hourglass obtient plusieurs distinctions de la part de la presse spécialisée. Le site GameSpot lui attribue le titre de meilleur jeu Nintendo DS du salon E3 2006. GameSpy, GamePro et d'IGN, le considèrent comme « Meilleur jeu DS de l'année 2007 »,,. Les magazines Wired, Edge et Time classent également le jeu dans leur liste des meilleurs jeux de l'année,,. Il gagne également le prix du public organisé par le site spécialisé 1UP.com, dans la catégorie « Meilleur jeu d'aventure ». Official Nintendo Magazine classe le jeu à la 38e place du classement des meilleurs jeux Nintendo sortis jusqu'en 2009. 
| Année | Récompense             | Catégorie                                          | Statut     |
| ----- | ---------------------- | -------------------------------------------------- | ---------- |
| 2006  | GameSpot Awards        | Meilleur sur console portable présenté à l'E3 2006 | Lauréat    |
| 2007  | IGN Awards             | Meilleur jeu Nintendo DS de l'année                | Lauréat    |
| 2007  | GameSpy Awards         | Meilleur jeu Nintendo DS de l'année                | Lauréat    |
| 2007  | GamePro Awards         | Meilleur jeu Nintendo DS de l'année                | Lauréat    |
| 2007  | Wired Awards           | Meilleur jeu de l'année                            | Nomination |
| 2007  | Edge Magazine Awards   | Meilleur jeu de l'année                            | Nomination |
| 2007  | Time Magazine Awards   | Meilleur jeu de l'année                            | Nomination |
| 2008  | 1UP.com Readers Choice | Meilleur jeu d'aventure de l'année 2007            | Lauréat    |

## Postérité

### Importance et suite

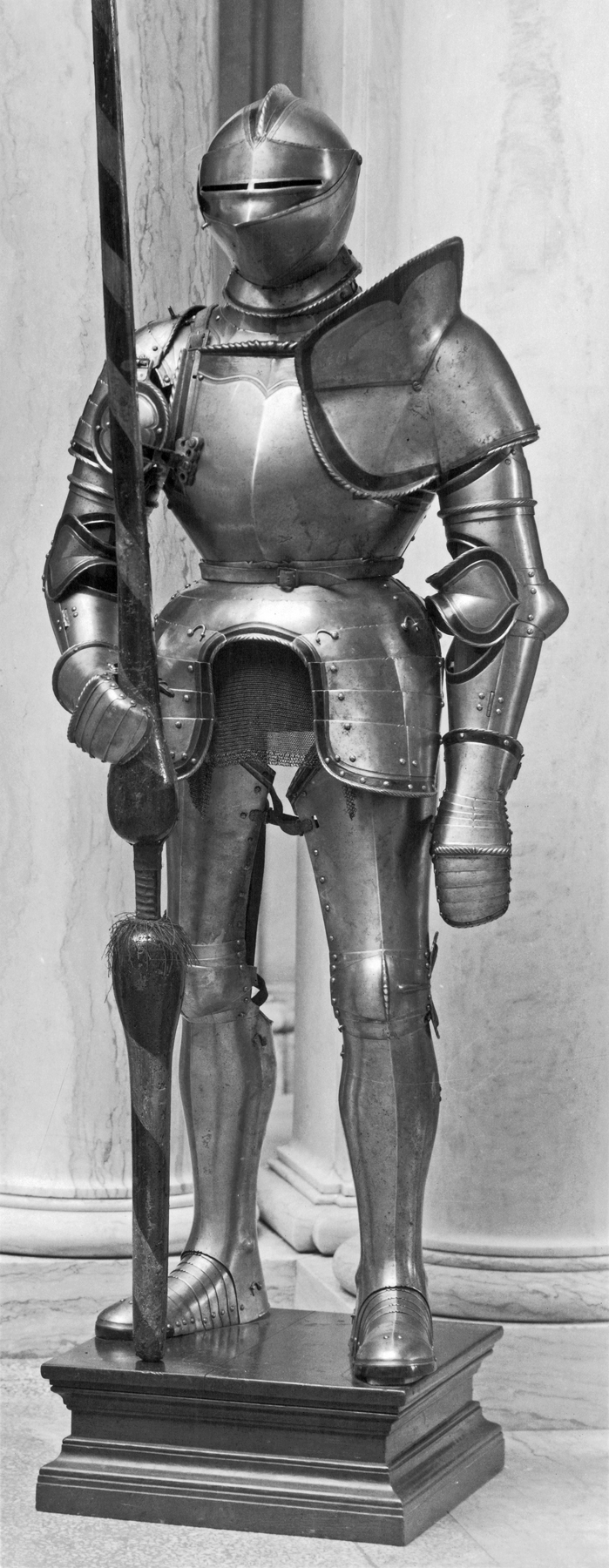
Armure médiévale vide, similaire aux spectres défendant le temple du Roi des Mers, et présente dans sa suite, Spirit Tracks.

Suite directe du controversé The Wind Waker, Phantom Hourglass reprend notamment son style graphique, grâce à la technique du cel-shading, et le thème marin. Malgré les qualités reconnues à Phantom Hourglass, il est souvent considéré, avec sa suite Spirit Tracks, comme parmi les pires épisodes de la franchise. En effet, en dépit des nouveaux contrôles innovants et des nouveautés apportées au gameplay rarement mis en cause, c'est plutôt sa finition générale, ainsi que son envergure, qui l'éloigne d'un « vrai Zelda ». Le site spécialisé 1UP.com estime par exemple que « bien qu'étant un bon jeu, il ne participe pas à l'évolution de la saga ». Une certaine partie des fans est déçue du parti pris d'associer Link cartoon à des titres sur console portable, ces derniers étant pensés pour un plus large public et donc associés à cette esthétique plus cartoon, d'après Aonuma. 
À la fin du développement de Phantom Hourglass, une suite est mise en chantier, elle aussi pensée pour la Nintendo DS et reprenant le moteur de jeu conçu pour ce dernier. Cette suite est réalisée sans Hidemaro Fujibayashi, qui s'est vu confier le développement de Skyward Sword. L'objectif de l'équipe d'Aonuma est de créer une expérience de jeu combinant l'héritage graphique de The Wind Waker et de l'utilisation des capacités de la Nintendo DS, comme son écran tactile, déjà ébauchée dans le précédent opus. Intitulée The Legend of Zelda: Spirit Tracks, cette suite suit le modèle de développement de Majora's Mask, créé rapidement après Ocarina of Time, profitant du même moteur de jeu. Dans cette suite, Link traverse en train le continent découvert par l'équipage de Tetra à la fin de Phantom Hourglass, accompagné de l'esprit de la princesse Zelda, qui l'accompagne dans ses aventures. En plus de réutiliser le moteur graphique, Spirit Tracks reprend également une grande partie de son gameplay et des contrôles. Tout comme dans Phantom Hourglass, le joueur doit retourner à un donjon central, dont les étages se débloquent au fur et à mesure de l'aventure. Dans Phantom Hourglass, il s'agit du Temple du Roi des Mers, dans Spirit Tracks, c'est la Tour des Dieux. Le monde est, lui aussi divisé en quatre zones distinctes, que le joueur explore entre les différents allers-retours à la Tour des Dieux. Néanmoins, la notion de temps limitée, l'une des complaintes majeures du donjon central de Phantom Hourglass, est retirée. Plusieurs personnages issus de Phantom Hourglass font également leur retour, comme Terry, le marchand ambulant, dans un rôle similaire, ou Linebeck III, petit-fils du capitaine ayant aidé Link et Tetra dans cet épisode,.

### Influence sur la série
Tout comme dans The Legend of Zelda: Link's Awakening et dans Phantom Hourglass, Skyward Sword, un jeu dirigé par une équipe similaire à celle de Phantom Hourglass (Fujibayashi à la réalisation, Aonuma à la production, Iwamoto en développeur), présente un esprit représentant la sagesse, prenant la forme d'une baleine, Narisha. Tout comme le Roi des Mers et le Poisson Rêve, il est parasité par une entité maléfique, dont Link le débarrasse lors de l'aventure.
Une grande partie de l'équipe de développement de Phantom Hourglass se retrouve également dans l'équipe de développement de Breath of the Wild, avec notamment Hidemaro Fujibayashi à la réalisation, Daiki Iwamoto en tant qu'assistant-réalisateur et Eiji Aonuma dans le rôle de producteur. Dans ce même jeu, figurent des topographies nommées en l'honneur de personnages de Phantom Hourglass, comme l'île Linebeck ou l'île de Sazu, ou l'île Melka, l'île Molida ou l'île Bonnan, des îles déjà existantes dans Phantom Hourglass. Des costumes font également référence à l'armure portée par les spectres de Phantom Hourglass, comme l'« armure de spectre », rendue disponible dans le premier contenu téléchargeable du jeu,,. Le personnage de Terry fait également son retour.
Des éléments issus de l'univers de Phantom Hourglass sont présents dans les différents titres Hyrule Warriors. Présents sous forme de contenu téléchargeable, ces éléments sont rendus disponibles à l'achat à l'automne 2016. Link cartoon, traité comme un personnage différent de Link, et représenté d'après son apparence dans Phantom Hourglass est présent, ainsi que Tetra,,. Une nouvelle carte du mode aventure est également fondée sur le monde du Roi des Mers.

### Musique et produits dérivés

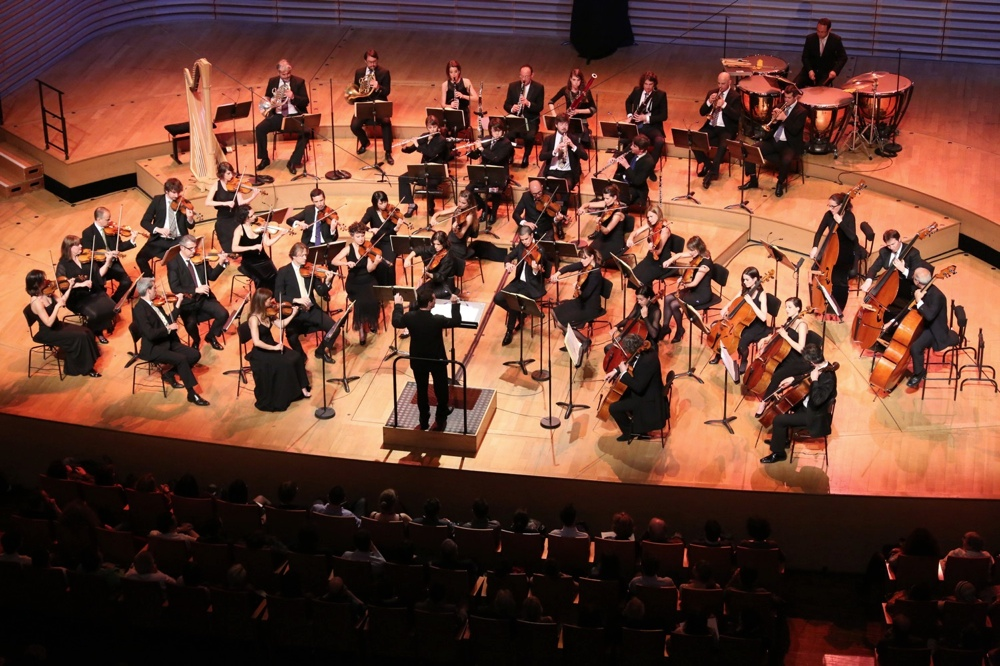
Orchestre symphonique, similaire à celui ayant joué le concert The Legend of Zelda: Symphony of the Goddesses.

Lors de concerts symphoniques organisés en l'honneur des 25 ans de la franchise, intitulés The Legend of Zelda: Symphony of the Goddesses, des musiques issues du jeu The Wind Waker et remixées dans Phantom Hourglass sont réorchestrées et jouées,.
Un manga dessiné et scénarisé par Akira Himekawa intitulé The Legend of Zelda: Phantom Hourglass sort de manière concomitante au jeu au Japon en 2007, et plus tardivement en France, en 2011, aux éditions Soleil. Il retrace l'histoire narrée dans le jeu, où Link doit sauver Tetra, kidnappée par Bellum.
Un Monopoly aux couleurs de The Legend of Zelda est commercialisé, dans lequel des références à Phantom Hourglass sont disséminées.

### Reprise de contenus et caméos
Dans le jeu de combat Super Smash Bros. Brawl, plusieurs personnages issus de la série The Legend of Zelda sont présents en tant que personnages jouables, comme Link cartoon, qui, bien qu'inspiré de son apparence dans The Wind Waker, reprend les codes esthétiques du Link de Phantom Hourglass. Il est d'ailleurs considéré comme un personnage différent de Link, qui a lui une apparence plus proche de celle dans Twilight Princess. Il fait son retour dans les suites de ce jeu, Super Smash Bros. for Nintendo 3DS / for Wii U et Super Smash Bros. Ultimate,. 
Une arène de combat représentant un bateau pirate de Tetra, ainsi que plusieurs musiques tirées de The Wind Waker et reprises dans Phantom Hourglass sont également présentes dans ce dernier,. En 2016, un contenu téléchargeable gratuit pour Monster Hunter Generations permet à un personnage de s'habiller comme Link cartoon.
Un jeu sorti exclusivement au Japon, Shônen Kininden Tsumuji, s'inspire grandement du jeu Phantom Hourglass, en termes de design ou du gameplay. Le jeu met en scène un jeune ninja. Édité par Electronic Arts, le jeu assume ses inspirations, à la limite du plagiat. Le jeu sort le 25 février 2010 au Japon.